# Uranophora romani
Uranophora romani är en fjärilsart som beskrevs av Felix Bryk 1953. Uranophora romani ingår i släktet Uranophora och familjen björnspinnare. Inga underarter finns listade i Catalogue of Life.